# John A. McClernand
John Alexander McClernand (30. maj 1812 – 20. september 1900) var en amerikansk jurist og politiker samt Unionsgeneral i den amerikanske borgerkrig.

## Tidlige år og politisk karriere
McClernand blev født nær Hardinsburg i Kentucky, men hans familie flyttede til Shawneetown i Illinois mens han var barn. Han var stort set selvlært og blev advokat i Illinois i 1832. Samme år gjorde han tjeneste som frivillig i Black Hawk krigen.
I 1835 grundlagde McCLernand avisen Shawneetown Democrat, som han selv redigerede. I 1836 sad han i staten Illinois Repræsentanternes Hus. Fra 1843-1851 og igen i 1859-1861 sad han i Repræsentanternes Hus i Washington D.C. hvor han i sin første periode var stærk modstander af det såkaldte Wilmot Proviso, som skulle forhindre, at tidligere mexicanske områder kunne blive til slavestater, men i hans anden periode var han en stærk tilhænger af Unionen og fremlagde resolutionen af 15. juli 1861, som bevilgede penge og mænd til regeringen. Han var kendt for sine bombastiske udtalelser og for at holde sig til Andrew Jacksons principper. Han kunne ikke lide abolitionister, hvilket gav ham medvind i hans valgkreds, hvor mange var født i slavestater, ligesom ham selv. I 1860 opnåede han ikke at blive formand for Repræsentanternes Hus, idet han blev fundet for moderat i slavespørgsmålet og i vigtigheden af at opretholde Unionen.
Som politiker forblev McClernand en trofast Unionsdemokrat, meget lig hans mentor Stephen Douglas. McClernand fungerede som Douglas’ allierede og forbindelsesmand til Repræsentanternes Hus under debatten om kompromiset i 1850 og senere som en af hans kampagneledere under Demokraternes splittede partikonvent i 1860, der blev afholdt i Charleston i South Carolina.

## Borgerkrigen
Han nedlagde sit mandat i kongressen, hvervede "McClernand Brigaden" i Illinois, og blev udnævnt til brigadegeneral den 17. maj 1861. Hans udnævnelse til general skyldtes ikke hans krigserfaring, men derimod Lincolns ønske om at fastholde politiske forbindelser med demokraterne i det sydlige Illinois. Han var næstkommanderende under Ulysses S. Grant ved Slaget ved Belmont i november 1861, og kommanderede en division i Grants hær under Slaget ved Fort Donelson. Hans division var ikke ordentligt forankret i flanken, og den blev ramt af et overraskelsesangreb den 15. februar som drev den næsten 3 kilometer tilbage, før det lykkedes ham at få forstærkninger. Den 21. marts 1862 blev han forfremmet til generalmajor for sin indsats ved Donelson. Under Slaget ved Shiloh kommanderede han en division, som i praksis var reserve for William T. Sherman's division. Hans tjeneste som generalmajor var plettet af politiske manøvrer, som hans kolleger ikke brød sig om. Han forsøgte at overtage pladsen fra General George B. McClellan i det østlige operationsområde, og kritiserede Grants manøvrer i Vesten.
I oktober 1862 brugte McClernand sin politiske indflydelse ved Illinois guvernøren Richard Yates til at få orlov til at besøge Washington DC. og præsident Lincoln, idet han håbede at få en vigtig uafhængig militærkommando. Krigsministeren Edwin M. Stanton accepterede at sende ham nordpå for at hverve tropper til en ekspedition mod Vicksburg. I starten af januar 1863 ved Slaget ved Milliken's Bend afløste McClernand Sherman som leder af den styrke, der skulle trænge ned ad Mississippifloden. Den 11. januar 1863 erobrede han Arkansas Post, en ekspedition som Grant og de fleste historikere med ham anså for at være et sidespring i den generelle kampagne mod Vicksburg. Efter at Grant af Admiral Andrew H. Foote og General William T. Sherman havde fået at vide, at McClernan ikke i stand til at føre kommando, slog han den 17. januar nogle af sine egne styrker sammen med McClernands og overtog selv kommandoen. 3 dage senere beordrede han McClernand tilbage til Milliken's Bend. Under resten af Vicksburg kampagnen var der mange spændinger mellem McClernand og hans kolleger. Han lavede intriger for at få fjernet Grant, og spredte rygter til aviserne om at Grant drak under kampagnen..
Det var Grants holdning, at McClernand nølede under slaget ved Champion Hill den 16. maj 1863, men Grant var tålmodig og ventede på den rette lejlighed hvor lydighedsnægtelsen var tilstrækkelig grov til at kunne begrunde, at han fjernede denne politisk stærke rival. Efter et blodigt og mislykket angreb på stillingerne ved Vicksburg (beordret af Grant) skrev McClernand en lykønskningsordre til sit korps, hvis ordlyd blev gengivet i pressen, hvilket var i modstrid med en ordre fra såvel hærens øverstkommanderende Henry W. Halleck som fra Grant. Han blev frataget sin kommando den 18. juni, 2 uger før Vicksburgs fald, og blev erstattet af General Edward Ord.
Præsident Lincoln som så vigtigheden af at have en forsonlig leder af Krigs-Demokraterne i Illinois gav McClernand en ny kommando i felten i 1864, det XIII korps ved Den mexicanske Golf. Sygdom begrænsede hans rolle, og han tog sin afsked fra hæren den 30. november 1864. Han spillede en fremtrædende rolle ved Lincolns begravelse – hans gamle venlige rival.

## Efter borgerkrigen
McClernand var distriktsdommer i Sangamon distriktet i Illinois fra 1870-1873, og var præsident for det Demokratiske konvent i 1876. McClernand's sidste offentlige opgave var at sidde i føderalt rådgivningsudvalg som havde tilsyn med Utah Territoriet. Selv om han havde forladt hæren fik han pension derfra som følge af en kongresbeslutning.
John McClernand døde i Springfield, Illinois. Han er begravet der på Oak Ridge kirkegården.
Hans søn, Edward John McClernand, gjorde sig bemærket i indianerkrigene og senere på Filippinerne. Hans kone Sarah var datter af James Dunlap en anden general i Unionshæren.